# Pero gammaria
Pero gammaria là một loài bướm đêm trong họ Geometridae.